# Richard Moth

Bischofswappen von Richard Moth

Charles Phillip Richard Moth (* 8. Juli 1958 in Chingola, Nordrhodesien) ist ein römisch-katholischer Geistlicher und Bischof von Arundel und Brighton.

## Leben
Charles Phillip Richard Moth empfing am 3. Juli 1982 die Priesterweihe. Er war in der Seelsorge in Clapham Park tätig und war Richter am Diözesangericht in Southwark. Nach seinem Kirchenrechtsstudium in Ottawa wurde er 1987 Kurat in Lewisham sowie Militärkaplan am 217 General Hospital RAMC. 1992 wurde er Privatsekretär von Erzbischof Michael George Bowen. Zudem übernahm er das Amt des Vizekanzlers der Diözese Southwark. 1998 wurde von Papst Johannes Paul II. zum Päpstlichen Ehrenkaplan (Monsignore) ernannt. 2001 wurde er in Nachfolge von John Hine Generalvikar des Erzbistums Southwark. 2001 erfolgte die Ernennung zum Prälaten seiner Heiligkeit.
Papst Benedikt XVI. ernannte ihn am 25. Juli 2009 zum Militärbischof von Großbritannien. Die Bischofsweihe spendete ihm der Erzbischof von Southwark, Kevin John Patrick McDonald, am 29. September desselben Jahres; Mitkonsekratoren waren Thomas Matthew Burns SM, Bischof von Menevia, und Michael George Bowen, Alterzbischof von Southwark.
Richard Moth hat die Leitung des Bishops' Conference Mental Health Project inne. Er war der Verantwortliche der britischen Bischofskonferenz für die Olympischen Sommerspiele 2012 in London. 2012 folgte er Terence Brain als Gefängnisbischof.
Papst Franziskus ernannte ihn am 21. März 2015 zum Bischof von Arundel und Brighton. Die Amtseinführung fand am 28. Mai desselben Jahres statt.
Er ist Großoffizier des Ritterorden vom Heiligen Grab zu Jerusalem.